# Őrihodos vasútállomás
Őrihodos vasútállomás (szlovénül: Železniška postaja Hodoš) egy szlovéniai vasútállomás, Őrihodos településen, melyet a Slovenske železnice (SŽ) üzemeltet.

## Vasútvonalak
Az állomást az alábbi vasútvonalak érintik:
- Ormosd–Őrihodos-vasútvonal

## Kapcsolódó állomások
A vasútállomáshoz az alábbi állomások vannak a legközelebb:
- Bajánsenye megállóhely
- Sal megállóhely

## Forgalom
| Járat                           | Útvonal | Gyakoriság        |
| ------------------------------- | --- | ----------------- |
| személyvonat                    | Zalaegerszeg – Zalaegerszeg-Ola – Andráshida – Bagod – Zalaszentgyörgy – Zalacséb-Salomvár – Budafa – Zalapatakalja – Zalalövő – Felsőjánosfa – Pankasz – Nagyrákos – Őriszentpéter – Bajánsenye – Hodoš (Őrihodos) | Napi 3-4 pár      |
| személyvonat                    | Hodoš (Őrihodos) – Šalovci (Sal) – Gornji Petrovci (Péterhegy) – Mačkovci (Mátyásdomb) – Puconci (Battyánd) – Murska Sobota (Muraszombat) – tovább Ljutomer, Pragersko és Maribor felé | Napi 4-5 pár      |
| Citadella nemzetközi InterCity  | Budapest-Déli – Budapest-Kelenföld – Székesfehérvár – Várpalota – Pétfürdő – Veszprém – Ajka – Jánosháza – Ukk – Zalabér-Batyk – Zalaszentiván – Zalaegerszeg – Zalalövő – Őriszentpéter – Hodoš (Őrihodos) – (Mačkovci (Mátyásdomb) →) Murska Sobota (Muraszombat) – Lipovci (Hársliget) – Ljutomer mesto (← Ivanjkovci) – Ormoz – Ptuj – Pragersko – Celje – Laško – (Rimske Toplice →) Zidani Most – Trbovlje – Zagorje – (Litija →) Ljubljana                                         | Napi 1 pár        |
| Istria nemzetközi expresszvonat | (közvetlen kocsikkal Budapest-Déli felől) (Boba →) Zalaegerszeg – Zalalövő – Őriszentpéter – Hodoš (Őrihodos) – Murska Sobota (Muraszombat) – Ptuj – Maribor – Pragersko – Poljčane – Šentjur – Celje – Laško – Zidani Most – Hrastnik – Trbovlje – Zagorje – Litija – Ljubljana (közvetlen kocsikkal: Borovnica – Postojna – Pivka – Ilirska Bistrica – Šapjane – Jurdani – Opatija Matulji – Rijeka) – Borovnica – Logatec – Rakek – Postojna – Pivka – Divača – Hrpelje-Kozina – Koper | Nyáron napi 1 pár |
| Pohorje InterCity               | Hodoš (Őrihodos) – Murska Sobota (Muraszombat) – Ljutomer mesto – Ormož (Ormosd) – Ptuj – Kidričevo – Pragersko – Poljčane – Sentjur – Celje – Laško – Zidani Most (← Hrastnik) – Trbovlje – Zagorje – Litija – Ljubljana (nyáron tovább: Borovnica – Logatec – Rakek – Postojna – Pivka – Divača – Hrpelje-Kozina – Koper) | Napi 1 pár        |